# Simpson Horror Show XIV
Le Simpson Horror Show XIV (France) ou Spécial d’Halloween XIV (Québec) (Treehouse Of Horror XIV) est le 1er épisode de la saison 15 de la série télévisée d'animation Les Simpson.

## Synopsis

### La Faucheuse
Homer tue la mort qui avait l'intention de tuer Bart. En voulant enfiler son costume, il devient lui-même ce personnage qu'est La Mort. Il en profite pour tuer un bon nombre de personnes (Jasper, Kirk Van Houten...) avant de devoir tuer Marge... Qui, en fait, était Patty.

### Frinkenstein
Le professeur Frink a remporté le prix Nobel de physique mais est également triste car son père est mort. À l'aide de Lisa, il le ramène à la vie mais ce dernier va voler les organes des autres personnes.

### La Machine à arrêter le temps
Bart et Milhouse s'achètent une montre qui permet d'arrêter le temps. Bêtises en perspective assurées avant de se faire remarquer par les habitants de la ville. Poursuivis, les deux enfants arrêtent une fois de plus le temps mais font tomber la montre qui se casse. 15 ans plus tard, les enfants ont grandi et ont réparé la montre. Ils prennent Martin pour bouc émissaire et se fait poursuivre à leur place.